# Lebeña
Lebeña es una localidad del municipio de Cillorigo de Liébana, en la comarca de Liébana (Cantabria, España). Se encuentra a 280 m s. n. m. y dista seis kilómetros y medio de Tama, la capital municipal. Tiene 86 habitantes (INE, 2008).

## Patrimonio
De su patrimonio arquitectónico destaca un Bien de Interés Cultural: la Iglesia de Santa María, mozárabe.
Junto a la iglesia hubo un árbol catalogado como singular, el «Tejo de Lebeña», uno de los más conocidos y antiguos de Cantabria, que cayó en marzo de 2007.

## Geografía
Por encima de este pueblo hay un punto de interés geomorfológico, llamado «Discordancia de Lebeña», donde se contempla con claridad el contacto discordante entre el zócalo paleozoico (piedra caliza de los Picos de Europa) y la cobertera mesozoica (arenisca y limolita de Peña Sagra).
Entre este pueblo y el de Cabañes discurre la garganta del Rubejo, que forma el río homónimo, siendo un pequeño cañón lateral del Desfiladero de la Hermida.
En el término de Lebeña se encuentra la escuela de escalada llamada «El Agero».
Lebeña se llama igualmente a un coto truchero del río Deva a su paso por este término.

## Rutas de senderismo
Por Lebeña pasa el sendero de pequeño recorrido PR-S.3, llamado «Camino de Arceón», que parte del Collado Joz, entre Lamasón y Peñarrubia, pasa por Cicera, sube al collado de Arceón y baja a Lebeña, para seguir después por Castro-Cillorigo, donde enlaza con el GR-71 (Sendero de la Reserva de Saja), pasa por Potes y llega al Monasterio de Santo Toribio de Liébana. En total, son 24 kilómetros.